# Visible Wind
Visible Wind est un groupe de rock progressif canadien, originaire du Québec.

## Biographie
À la fin 1987, Stephen Geysens approche Christopher Wells pour chanter en studio leur premier album Catharsis. Visible Wind fait ses débuts en 1988 avec Catharsis, « un disque longuement mûri et particulièrement réussi, aux légères effluves néo-progressives qui se feront par la suite de plus en plus discrètes. » Le groupe change de style musical et publie deux autres albums A Moment Beyond Time (1991) et Emergence (1994). 
En 1997 sort l'album Narcissus Goes to the Moon. Son impact est limité par une mauvaise distribution ; ce n'est que près d'un an et demi après son enregistrement, entre avril et juin 1996, qu'il sort en France. Cependant, la presse spécialisée le considère comme le point culminant du groupe,.
Le groupe publie son cinquième album, Barb-à-Baal-a-Loo, en 2001, qui est bien accueilli par la presse spécialisée,. L'album est enregistré entre 1998 et 2000. Un dernier album, La Dæmentia romantica, est publié en 2006. Depuis, le groupe cessera ses activités.

## Membres
- Stephen Geysens - claviers, chant
- Luc Hébert - batterie
- Louis Roy - basse
- Philippe Woolgar - guitare, chant
- Claude Rainville - guitare

## Discographie
- 1988 : Catharsis
- 1991 : A moment Beyond Time
- 1994 : Emergence
- 1996 : Narcissus Goes to the Moon
- 2001 : Barb-à-Baal-a-Loo
- 2006 : La Dæmentia romantica (album live)